# Procoryphus
Procoryphus is een geslacht van hooiwagens uit de familie Assamiidae.
De wetenschappelijke naam Procoryphus is voor het eerst geldig gepubliceerd door Roewer in 1950. 

## Soorten
Procoryphus omvat de volgende 2 soorten:
- Procoryphus multispinatus
- Procoryphus straeleni